# Chromatophor (Organell)
Als Chromatophor (aus altgriechisch χρωμάτιον chrōmátion ‚Pigment‘ und φορός phorós ‚tragend‘) wird in der Zellbiologie der pigmenttragende Anteil einer Zelle bezeichnet, der als Einstülpung der Zellmembran in das Zytoplasma oder als geschlossene Membranumhülle ausgebildet ein eigenes Zellkompartiment bzw. ein Organell darstellt. Solch ein Chromatophor findet sich in manchen Bakterienzellen und pflanzlichen Zellen.

## Chromatophoren phototropher Bakterien
Chromatophoren kommen bei verschiedenen phototrophen Bakterien vor und tragen membranständige Pigmente für die Photosynthese bzw. ein Photosystem, beispielsweise bei Purpurbakterien und Cyanobakterien.
Die photosynthetischen Kompartimente der Photosynthesebakterien sind intraplasmatische Membranen, die aus der Zytoplasmamembran hervorgehen. Sie können bläschenartig den Zellinnenraum erfüllen oder stark abgeflacht auch Stapel bilden. Diese Membranen stellen eine Matrix dar für die Anordnung der eingelagerten Photosynthesepigmente. Die Chromatophoren sind also Träger der Komponenten des photosynthetischen Elektronentransports und der Photophosphorylierung.

## Chromatophoren als gefärbte Plastiden bei Eukaryonten
Chromatophoren kommen auch als Organellen in Pflanzenzellen vor. Mit einer älteren Sammelbezeichnung werden hierunter die gefärbten Plastiden einer eukaryotischen ‚pflanzlichen’ Zelle verstanden, insbesondere also Chloroplasten (grün) und Chromoplasten. Darunter fallen des Weiteren auch die Gerontoplasten als alte, degenerierte Plastiden, die nach dem Abbau des Chlorophylls gelb bis rot gefärbt sind (Färbung des Herbstlaubs), sowie die Phaeoplasten der Braunalgen und die Rhodoplasten der Rotalgen.
Der Begriff Chromatophor in diesem botanischen Sinne wurde von Friedrich Schmitz 1883 geprägt und gilt heute als überholt. Mit den heutigen Kenntnissen der Austauschprozesse, der Energiebereitstellungssysteme und des Membranaufbaus von Chloroplasten, wie insbesondere des – ähnlich dem mitochondrialen – reduzierten eigenen Genoms, werden Plastiden vor dem Hintergrund der Endosymbiontentheorie anders gesehen und als aus semiautonomen Symbionten in Zellen hervorgegangen aufgefasst.

## Chromatophoren beiPaulinella
Zum Verständnis der Evolution phototropher einzelliger und kolonienbildender Grünalgen bzw. der weiterentwickelten Landpflanzen trägt inzwischen der Nachweis bei, dass unabhängig davon auch einem Vorfahren der amöboiden Paulinella chromatophora (Euglyphida) die Integration eines photosynthetisch aktiven Bakteriums in eine eukaryotische Zelle derart gelungen ist, dass sie nun mit Chromatophoren und damit der Fähigkeit zur Photosynthese ausgestattet ist.

## Andere Bedeutungen
Die Bezeichnung Chromatophoren wird daneben in anderer Bedeutung für Pigmentzellen von Gewebetieren gebraucht, deren Färbung, Farbmuster und Farbwechsel abhängig von Anzahl, Verteilung, Verformung ihrer nach Art und Menge des Pigments verschiedenen Farbzellen unterschiedlich ist.